# Mercury Insurance Open 2011
Southern California Open 2011 — жіночий тенісний турнір, що проходив на відкритих кортах з твердим покриттям. Це був 2-й за ліком Southern California Open. Належав до категорії Premier у рамках Туру WTA 2011. Відбувся в Карлсбаді (США). Агнешка Радванська здобула титул в одиночному розряді.

## Фінальна частина

### Одиночний розряд
Агнешка Радванська —  Віра Звонарьова 6–3, 6–4.
- Для Радванської це був перший титул за сезон і 5-й - за кар'єру.

### Парний розряд
Квета Пешке /  Катарина Среботнік —  Ракель Копс-Джонс /  Абігейл Спірс 6–0, 6–2

## Учасниці

### Сіяні учасниці
| Країна     | Гравчиня           | Рейтинг* | Посіяна |
| ---------- | ------------------ | -------- | ------- |
| Росія      | Віра Звонарьова    | 3        | 1       |
| Німеччина  | Андреа Петкович    | 11       | 2       |
| Польща     | Агнешка Радванська | 14       | 3       |
| КНР        | Пен Шуай           | 16       | 4       |
| Сербія     | Ана Іванович       | 17       | 5       |
| Словаччина | Домініка Цібулкова | 19       | 6       |
| Німеччина  | Юлія Гергес        | 20       | 7       |
| Словаччина | Даніела Гантухова  | 21       | 8       |
| Італія     | Роберта Вінчі      | 22       | 9       |
| Італія     | Флавія Пеннетта    | 23       | 10      |
| Росія      | Марія Кириленко    | 25       | 11      |
| Німеччина  | Сабіне Лісіцкі     | 26       | 12      |
| Австралія  | Ярміла Ґайдошова   | 28       | 13      |
| Росія      | Олена Весніна      | 33       | 14      |
| Італія     | Сара Еррані        | 36       | 15      |
| Словенія   | Полона Герцог      | 39       | 16      |

- Рейтинг подано станом на 25 липня 2011.

### Інші учасниці
Нижче подано учасниць, що отримали вайлд-кард на вихід в основну сітку
- Хісела Дулко
- Алекса Ґлетч
- Араван Резаї
- Слоун Стівенс

Нижче наведено гравчинь, які пробились в основну сітку через стадію кваліфікації:
- Грета Арн
- Джилл Крейбас
- Марина Еракович
- Наталі Грандін
- Фудзівара Ріка
- Марі-Ев Пеллетьє
- Зое Гвен Скандаліс
- Ешлі Вейнголд

Учасниці, що потрапили до основної сітки як щасливий лузер]]:
- Ольга Савчук